# Esquipulas Palo Gordo
Esquipulas Palo Gordo es un municipio de la República de Guatemala. Se encuentra en el suroeste del país, en el departamento de San Marcos. Para 2021 se proyectaba con una población de 14 018 de acuerdo a los datos del censo de 2018.
Fue fundado el 24 de diciembre de 1826 por el jefe político quetzalteco, Manuel Montúfar. Con un clima frío, su principal actividad económica es la agricultura.
Actualmente es un municipio en constante desarrollo.
El primer nombre que recibió el municipio fue Nueva Francia, posterior a eso, se cambió a su nombre actual, Esquipulas Palo Gordo.

## División política
| Categoría | Nombre                   | Breve descripción |
| --------- | ------------------------ | --- |
| Pueblo    | Esquipulas Palo Gordo    | |
| Aldeas    | Tánil                    | Aldea localizada en las faldas del cerro Ixtágel. Antiguamente conocida como "CHIN CHIN TANIL"                                                 |
| Aldeas    | Fraternidad              | Antiguamente se le llamó aldea «Hoyón Grande» y aldea «Hoyón Chiquito».                                                                        |
| Aldeas    | Carrizal                 | Antiguamente se llamaba «San Francisco» (1917).                                                                                                |
| Aldeas    | Villa Hermosa            | Fundada en 1902. |
| Aldeas    | Ojo de Agua              | Debe su nombre a que en esta aldea existen muchos nacimientos de agua.                                                                         |
| Aldeas    | Pojopón                  | Llamada también aldea de Santa Cruz Pojopón.                                                                                                   |
| Cantón    | Bethania                 | Antiguamente se conocía con el nombre de caserío «Cumbre de Paltazá» por encontrarse en los pies de la comunidad el manantial llamado Paltazá. |
| Caseríos  | El Paraíso               | Anteriormente la comunidad se llamaba «Ixquihuila».                                                                                            |
| Caseríos  | Jerusalén                | Es uno de los caseríos más recientes de la aldea Tánil.                                                                                        |
| Caseríos  | Villa Nueva              | Se creó por un acuerdo al que llegaron todos los vecinos de esta comunidad.                                                                    |
| Caseríos  | San Isidro               | |
| Caseríos  | Primavera                | Caserío perteneciente a aldea Tánil |
| Caseríos  | Buena Vista              | |
| Caseríos  | Esmeralda                | |
| Caseríos  | Caserío Puente de Tierra | |
| Caseríos  | Tierra Blanca            | Caserío ubicado al norte de aldea Tánil a la cual pertenece.                                                                                   |

## Geografía física

### Clima
La cabecera municipal de Esquipulas Palo Gordo tiene clima templado (Köppen:Cwb).
| Parámetros climáticos promedio de Esquipulas Palo Gordo | Parámetros climáticos promedio de Esquipulas Palo Gordo | Parámetros climáticos promedio de Esquipulas Palo Gordo | Parámetros climáticos promedio de Esquipulas Palo Gordo | Parámetros climáticos promedio de Esquipulas Palo Gordo | Parámetros climáticos promedio de Esquipulas Palo Gordo | Parámetros climáticos promedio de Esquipulas Palo Gordo | Parámetros climáticos promedio de Esquipulas Palo Gordo | Parámetros climáticos promedio de Esquipulas Palo Gordo | Parámetros climáticos promedio de Esquipulas Palo Gordo | Parámetros climáticos promedio de Esquipulas Palo Gordo | Parámetros climáticos promedio de Esquipulas Palo Gordo | Parámetros climáticos promedio de Esquipulas Palo Gordo | Parámetros climáticos promedio de Esquipulas Palo Gordo |
| Mes                                                     | Ene.                                                    | Feb.                                                    | Mar.                                                    | Abr.                                                    | May.                                                    | Jun.                                                    | Jul.                                                    | Ago.                                                    | Sep.                                                    | Oct.                                                    | Nov.                                                    | Dic.                                                    | Anual                                                   |
| ------------------------------------------------------- | ------------------------------------------------------- | ------------------------------------------------------- | ------------------------------------------------------- | ------------------------------------------------------- | ------------------------------------------------------- | ------------------------------------------------------- | ------------------------------------------------------- | ------------------------------------------------------- | ------------------------------------------------------- | ------------------------------------------------------- | ------------------------------------------------------- | ------------------------------------------------------- | ------------------------------------------------------- |
| Temp. máx. media (°C)                                   | 16.7                                                    | 17.1                                                    | 18.6                                                    | 19.5                                                    | 19.4                                                    | 18.7                                                    | 18.6                                                    | 19.1                                                    | 18.6                                                    | 17.8                                                    | 17.5                                                    | 17.0                                                    | 18.2                                                    |
| Temp. media (°C)                                        | 9.2                                                     | 9.5                                                     | 11.0                                                    | 12.5                                                    | 13.7                                                    | 13.8                                                    | 13.6                                                    | 13.5                                                    | 13.7                                                    | 12.8                                                    | 11.2                                                    | 10.2                                                    | 12.1                                                    |
| Temp. mín. media (°C)                                   | 1.8                                                     | 2.0                                                     | 3.4                                                     | 5.5                                                     | 8.1                                                     | 9.0                                                     | 8.7                                                     | 7.9                                                     | 8.8                                                     | 7.8                                                     | 4.9                                                     | 3.5                                                     | 6                                                       |
| Precipitación total (mm)                                | 6                                                       | 6                                                       | 25                                                      | 66                                                      | 227                                                     | 329                                                     | 237                                                     | 269                                                     | 342                                                     | 227                                                     | 28                                                      | 13                                                      | 1775                                                    |
| Fuente: Climate-Data.org                                |                                                         |                                                         |                                                         |                                                         |                                                         |                                                         |                                                         |                                                         |                                                         |                                                         |                                                         |                                                         |                                                         |

### Ubicación geográfica
El municipio de Esquipulas Palo Gordo se localiza al sur oeste de la cabecera departamental de San Marcos, a 7.5 km de distancia. La cabecera municipal de Esquipulas Palo Gordo se encuentra a una de Altura de 2501 m s. n. m.
Los principales accesos son:
- Desde la Ciudad de Guatemala hasta San Marcos: Ruta Interamericana, 252 km por carretera asfaltada
- Desde San Marcos: 7.5 km por ruta Nacional asfaltada

El municipio está rodeado por municipios del departamento de San Marcos:
- Norte: San Marcos
- Sur: San Pedro Sacatepéquez y El Tumbador
- Este: San Marcos
- Oeste: San Rafael Pie de la Cuesta[6]

|                                    | Norte: San Marcos                       |                  |
| Oeste: San Rafael Pie de la Cuesta |                                         | Este: San Marcos |
|                                    | Sur: San Pedro Sacatepéquez El Tumbador |                  |

## Historia
Los primeros habitantes trataron de urbanizar un lugar seguro para poder vivir: encontrando el actual y lo llamaron: NUEVA FRANCIA. No se tenía una administración formal que los legislara, por eso, a mediados del siglo XIX y a principios del año 1826 los señores Santiago Cárdenas, Timoteo Carreto, Rafael de León, Apolonio López, Demetrio de León, Manuel Löpez, Estanislao Barrios y demás vecinos redactaron un memorial en donde solicitaban que elevaran a categoría de municipio concediéndoles favorablemente la petición. 
Este municipio fue fundado el 24 de diciembre de 1826, fungiendo como Jefe político de la Provincia de Quetzaltenango el señor Lorenzo Montufar; en esa época se contaba con 700 habitantes, habiendo sido su primera administración de un Alcalde (Quirión Escobar), Segundo Alcalde (Demetrio López), un Sindico y siete Regidores
Mediante acuerdo del señor Presidente de la república General Jorge Ubico, con fecha 5 de marzo de 1936, este municipio se declaró anexado al municipio de San Marcos la Unión, con la categoría de aldea, ocasión que se vio palpablemente el descontento por parte de la población, la cual luchó por recuperar su autonomía pero fueron en vano los esfuerzos. Con la llegada a la presidencia del señor Dr. Juan José Arévalo, quien derogó el Código Municipal, entrando en vigor el nuevo Código Municipal, el que contaba con sus disposiciones transitorias y que favorecían a los municipios anexados, como el nuestro. Entrando a un acuerdo el pueblo nombró una comisión para que pidieran audiencia al señor presidente para que concediera de nuevo la Autonomía Municipal siendo integrada por los señores Francisco López Bonilla, Reyes Ramón López Alvarado y en la capital acompañados por el señor Pablo Tobar Arreaga. 
El señor Presidente de la República Dr, Juan José Arévalo, ordenó que dicha representación fuera atendida por el ministro de Gobernación Marcial Méndez Montenegro, duración de esta audiencia fue de dos horas, el propio Ministro encontraba obstáculos para dictaminar su fallo favorable, en vista de estar archivado el expediente con solicitudes negativas que daban los Gobernadores de San Marcos antes de la Revolución del 20 de Octubre. Pero se llevó a un buen entendido de anular el expediente anterior el que tenía un grosor de 500 hojas , y de hacer otra nueva solicitud con el 50% de firmas de mayores de edad, siendo esta un total de 1700. A los quince días después de haber girado esta nueva petición, se fue la comisión integrada por los señores Francisco López Bonilla; Reyes López Alvarado y Rufino López Bonilla. El Ministro de Gobernación asignó a la comisión que se presentara al otro día en el aeropuerto La Aurora, para hacer una inspección ocular del territorio solicitante, habiendo iniciado este recorrido por los lugares de: Ixquihuila, Tierra Blanca, Tanil, la cúspide del Ixtagel guiandose por la línea divisoria con San Pedro Sacatepequez, Balbomguitz esquinero con San Rafael Pie de la cuesta, directo a la cueva de San Joaquín, se siguió la línea divisoria con San Marcos hasta la cumbre de Camancheche, para haber llegado a la población. 
Del recorrido que se hizo se tomaron fotografiaras y con el informe se confirmaba los derechos que apelaban para el mejoramiento del municipio. Al día siguiente el Señor Francisco López Bonilla recibió correspondencia del Ejecutivo en donde se manifestaba que según acuerdo de fecha 29 de marzo de 1948: se restablecía el municipio de Esquipulas Palo Gordo en el departamento de San Marcos con la misma extensión territorial, linderos, aldeas y caseríos que tenía el 5 de marzo de 1936, fecha en que fue anexado, por lo que los miembros de la comisión hicieron un paseo de alegría al lago de Amatitlán. El 27 de abril del mismo año, en el municipio se hizo una gran fiesta en donde colaboraron todas las personas, desde el más pequeño hasta el anciano, porque era un gran gozo el que reinaba en corazones por el triunfo logrado. 

### Origen del nombre de Esquipulas Palo Gordo
En la parte occidental de la población existía un enorme árbol de la especie de ENCINO milenario, corpulento, de gran grosor, incomparable, cuya sombra de su verde follaje tenía un diámetro de 35 metros. El gran árbol(Palo Gordo), le daba alojamiento a muchísima gente pasajera que se conducían del altiplano hacia las costas del pacífico y partes de México. En este árbol fuente de albergue de nuestros antepasados caminantes, dícese que una mujercita llamada Leandra tenía establecida una venta de comestibles cerca del antiguo árbol, en donde el caminante compraba alimentos para el curso de su camino. 
En el gigantesco árbol hospedaje de aves, dormían bajo su tupido follaje gente de todas las edades, pero al transcurso del tiempo, paso un viejecito como a la edad de ochenta años a dormir una noche en Palo Gordo, quien conducía un lindo CRISTO DE ESQUIPULAS DE COLOR NEGRO, este anciano viajaba hacia la costa, pero como ya no aguantaba, decidió dejarlo recomendado a la dicha señora Leandra con la precisa condición de recoger su linda imagen al regresar de la zona cálida, el anciano de ochenta años ya nunca volvió por su imagen y al pasar el tiempo la mencionada Leandra empezó a celebrar el Santo Cristo de Esquipulas con fecha 15 de enero de varios años, fue así como empezó la gran romería del Santo Cristo de Esquipulas. AL fallecer la señora se le hizo un pequeño Oratorio al Cristo Crucificado donde se siguió celebrando con más y más pompa hasta nuestros días, más tarde nuestros antepasados unieron el nombre de Esquipulas al de Palo Gordo, y fue así como nuestro muy querido municipio se ha llamado desde ese tiempo ESQUIPULAS PALO GORDO cambiando el antiguo nombre de Nueva Francia. Todo esto dispuesto por los pocos vecinos que existían antes de ser fundado el municipio en 1826.

## Gobierno municipal
Los municipios se encuentran regulados en diversas leyes de la República, que establecen su forma de organización, lo relativo a la conformación de sus órganos administrativos y los tributos destinados para los mismos.  Aunque se trata de entidades autónomas, se encuentran sujetos a la legislación nacional y las principales leyes que los rigen desde 1985 son:
| N.º | Ley                                                | Descripción |
| --- | -------------------------------------------------- | --- |
| 1   | Constitución Política de la República de Guatemala | Tiene una regulación legal específica para los municipios en los artículos 253 al 262. |
| 2   | Ley Electoral y de Partidos Políticos              | Ley de carácter constitucional aplicable a los municipios en el tema de la conformación de sus autoridades electas. |
| 3   | Código Municipal                                   | Decreto 12-2002 del Congreso de la República de Guatemala. Tiene la categoría de ley ordinaria y contiene preceptos generales aplicables a todos los municipios, e inclusive contiene legislación referente a la creación de los municipios.             |
| 4   | Ley de Servicio Municipal                          | Decreto 1-87 del Congreso de la República de Guatemala. Regula las relaciones entra la municipalidad y los servidores públicos en materia laboral. Tiene su base constitucional en el artículo 262 de la constitución que ordena la emisión de la misma. |
| 5   | Ley General de Descentralización                   | Decreto 14-2002 del Congreso de la República de Guatemala. Regula el deber constitucional del Estado, y por ende del municipio, de promover y aplicar la descentralización y desconcentración económica y administrativa.                                |

El gobierno de los municipios está a cargo de un Concejo Municipal mientras que el código municipal —ley ordinaria que contiene disposiciones que se aplican a todos los municipios— establece que «el concejo municipal es el órgano colegiado superior de deliberación y de decisión de los asuntos municipales […] y tiene su sede en la circunscripción de la cabecera municipal»; el artículo 33 del mencionado código establece que «[le] corresponde con exclusividad al concejo municipal el ejercicio del gobierno del municipio».
El concejo municipal se integra con el alcalde, los síndicos y concejales, electos directamente por sufragio universal y secreto para un período de cuatro años, pudiendo ser reelectos.
Existen también las Alcaldías Auxiliares, los Comités Comunitarios de Desarrollo (COCODE), el Comité Municipal del Desarrollo (COMUDE), las asociaciones culturales y las comisiones de trabajo. Los alcaldes auxiliares son elegidos por las comunidades de acuerdo a sus principios y tradiciones, y se reúnen con el alcalde municipal el primer domingo de cada mes, mientras que los Comités Comunitarios de Desarrollo y el Comité Municipal de Desarrollo organizan y facilitan la participación de las comunidades priorizando necesidades y problemas.
En la contienda electoral de 2011, por primera vez en este municipio participó una mujer; Edilma Marleny Ochoa Barrios fue candidata por la Unión del Cambio Nacional —UCN—  a la alcaldía municipal.

## Recursos
Los productos naturales existentes en el área consisten en maderas, cereales, lanas de ganado menor, cueros de res. 
Los principales cultivos son: caña de azúcar para fabricar panela y aguardiente, maíz, trigo, patatas o papas, frijol, haba, arveja, cebada, avena, hortalizas, etcétera. Los terrenos son planos y fértiles. 
Hay una escuela primaria y cuentan con servicio de agua potable construido en los años 1970, debido a que este sistema ya no tiene la capacidad para abastecer a toda la población por haber cumplido el tiempo de diseño de vida útil, los pobladores tienen carencia de agua y cuentan con este servicio en un horario limitado. La municipalidad considera como problemas urgentes (2009) el abastecimiento de agua potable y a la construcción de escuelas.

## Turismo
Dentro de sus atractivos naturales se encuentra el cerro Ixtagel y el Refugio del Quetzal en aldea Fraternidad, así como un área boscosa extensa que asciende a un poco más del 50% del territorio, donde se pueden apreciar animales como coyotes, monos, micoleones, venados, zorros, taltuzas, conejos, ardillas, tacuazínes y gatos de monte.
Sus fiestas se celebran en honor del Cristo de Esquipulas entre el 12 y el 17 de enero.